# Kjóka Izumi
Kjóka Izumi (泉鏡花 Izumi Kyoka) (4. listopadu 1873 Kanazawa – 7. září 1939 Tokio) vlastním jménem Kjótaró Izumi, byl japonský spisovatel románů, povídek a kabuki. Tvořil zejména v období před první světovou válkou. Je řazen mezi hlavní představitele japonského literárního žánru, pro který se vžil název gotické příběhy. Ve své tvorbě se pohyboval mezi symbolismem, hororem a romantismem. Jeho dílo bylo ovlivněno Rjúnosukem Akutagawou a Ozakim Kojójem.

## Život
Narodil se 4. listopadu 1873 ve městě Kanazawa a pocházel z chudých poměrů. Navštěvoval anglicko-japonskou školu v Hokuriku, kterou provozovali křesťanští misionáři. Po studiích na střední škole odešel do Tokia, kde se mezi roky 1891–1894 věnoval studiu literatury pod vedením významného japonského spisovatele své doby Ozakiho Kojója. Od roku 1894 působil jako redaktor v novinách. O rok později vydal svá první díla Noční strážník a Operační sál, která se setkala s velkým ohlasem. Roku 1900 publikoval významnou novelu Mnich z hory Kója. V dalších letech následovaly knihy Jednoho dne na jaře, Svítání písně světla a Samienský kanál. Po roce 1910 se Izumi zaměřuje především na tvorbu divadelních her. Zemřel dne 7. září 1939 v Tokiu na rakovinu plic.
Jeho jméno nese významná japonská literární cena Kjóky Izumiho.

## Významné knihy
- Samisenský kanál (三味 線 堀, Šamisenbori)
- Svítání písně světla (歌行 燈, Uta Andon)
- Jezero démonů (夜叉 ヶ 池, Jaša ga Ike)
- Boží vila (海神 別 荘, Kaidžin Bessó)
- Noční strážník (夜行巡査, Jakódžunsa)
- Mnich z hory Kója (高 野 聖, Kója Hidžiri) (česky 2007 v překladu Jana Levory)
- Jednoho dne na jaře (春 昼 · 春昼後 刻 Šunčú / Šunčú gokoku)